# Старое Мазино
Старое Мазино — село в Мензелинском районе Татарстана. Административный центр Старомазинского сельского поселения.

## География
Находится в восточной части Татарстана на расстоянии приблизительно 7 км на юг-юго-запад по прямой от районного центра города Мензелинск.

## История
Известно с 1703 года как деревня Умъядка. В 1906 году была построена Вознесенская церковь.

## Население
Постоянных жителей было: в 1795 году — 287, в 1859—773, в 1870—875, в 1884—1141, в 1897—1444, в 1906—1468, в 1913—1856, в 1920—1753, в 1926—1567, в 1938—842, в 1949—532, в 1958—448, в 1970—680, в 1979—514, в 1989—373, в 2002—386, в 2002—386 (русские 84 %), 407 в 2010.